# Szo’ewa
Szo’ewa (hebr.: שואבה) – moszaw położony w samorządzie regionu Matte Jehuda, w Dystrykcie Jerozolimy, w Izraelu.
Leży w górach Judzkich w odległości około 7 km na zachód od Jerozolimy, w otoczeniu moszawów Szoresz, Giwat Je’arim i Newe Ilan oraz miasteczka Kirjat Je’arim.

## Historia
Pierwotnie była tu arabska wioska Saris, która leżała na strategicznym wzgórzu górującym nad drogą prowadzącą z równiny nadmorskiej do Jerozolimy. Podczas wojny domowej w Mandacie Palestyny w 1948 Arabowie wykorzystywali to miejsce i ostrzeliwali żydowskie pojazdy usiłujące przebić się do okrążonej żydowskiej dzielnicy w Jerozolimie. W dniu 9 kwietnia 1948 mieszkańcy wioski uciekli, obawiając się masakry ze strony żydowskich oddziałów. 16 kwietnia członkowie żydowskiej organizacji militarnej Hagana zajęli opuszczoną wioskę Saris. Aby uniemożliwić wykorzystanie wioski do stworzenia ufortyfikowanej pozycji obronnej, Żydzi wysadzili wszystkie domy.
Współczesny moszaw został założony w 1950 przez imigrantów z Jemenu, jednak z powodu trudności ekonomicznych i zagrożenia licznymi napaściami z terytorium sąsiedniej Jordanii został w 1952 zamknięty. Ponowne otworzenie moszawu nastąpiło w 1959.

## Gospodarka
Gospodarka moszawu opiera się na sadownictwie i turystyce.

## Komunikacja
Przy moszawie przebiega autostrada nr 1  (Tel Awiw-Jerozolima), która krzyżuje się z drogą nr 3955 , którą jadąc na południowy zachód dojeżdża się do moszawów Szoresz i Bet Me’ir.